# Sabirni centar
Sabirni centar (en serbocroat punt de trobada) és una pel·lícula fantàstica de comèdia dramàtica iugoslava del 1989 dirigida per Goran Marković i protagonitzada per Rade Marković, Bogdan Diklić, Dragan Nikolić, Mirjana Karanović i Anica Dobra. Es basa en l'obra homònima de Dušan Kovačević.

## Argument
Un equip d'arqueologia, excavant en un poble remot i dirigit per un ancià professor, descobreix un antic artefacte romà, una làpida que porta algunes inscripcions misterioses. Després d'adonar-se que han topat amb alguna cosa preciós, el professor pateix un atac de cor. Aparentment mort per a la gent que l'envolta, es troba en una mena d'estat de més enllà i s'adona que la pedra va marcar un pas a l'inframón clàssic, així que comença a barrejar-se amb els antics esperits dels morts. Els propis esperits semblen tan ximples i mesquins com els pagesos del poble que hi ha a sobre d'ells, i en el seu desig de veure què va passar amb els seus descendents, es troben sorpresos pel món modern dels vius.

## Repartiment
- Rade Marković - Professor Misa
- Bogdan Diklić - Petar
- Dragan Nikolić - Janko
- Olivera Marković - Angelina
- Danilo Stojković - Simeun
- Aleksandar Berček - Ivan
- Radmila Živković - Lepa
- Mirjana Karanović - Jelena Katic
- Dusan Kostovski - Marko
- Anica Dobra - Milica
- Branko Pleša - Doctor Katic
- Goran Daničić - Keser
- Kole Angelovski - Macak

## Producció
Algunes escenes foren' rodades a Gamzigrad, i alguns actors van anar a Tunísia on van filmar escenes del desert i les ruïnes d'una ciutat romana Dougga. Les catacumbes de Laberint es fan en un estudi de Košutnjak.

## Premis
Al Festival de Cinema de Pula de 1989 (la versió iugoslava dels Premis Oscar), la pel·lícula va guanyar els premis Big Golden Arena a la millor pel·lícula, Millor guió (Dušan Kovačević) i Millor actriu secundària (Radmila Živković).
A la X edició de la Mostra de València va compartir la Palmera d'Or amb Sis de Zülfü Livaneli.